# Roba (Tougo)
Pour les articles homonymes, voir Roba.
Roba est une commune rurale située dans le département de Tougo de la province du Zondoma dans la région Nord au Burkina Faso.

## Géographie
Roba est situé à environ 10 km au nord du centre de Tougo, le chef-lieu du département, et à 30 km à l'est de Gourcy et de la route nationale 2.

## Économie
Le village possède un important marché permettant les échanges commerciaux du secteur.

## Santé et éducation
Roba accueille un centre de santé et de promotion sociale (CSPS) tandis que le centre médical avec antenne chirurgicale (CMA) de la province se trouve à Gourcy.
Le village possède une école primaire publique en dur et l'un des collèges d'enseignement général (CEG) du département, le lycée départemental se trouvant à Tougo.